# 彼得大帝战略火箭军军事学院
彼得大帝战略火箭军军事学院（俄语：Военная академия Ракетных войск стратегического назначения имени Петра Великого, ВА РВСН）是俄羅斯聯邦培养具有高等军事和工程文化程度军官的军事学院；军事和军事技术问题的科研中心。校址在莫斯科Kitayskiy Proyezd 9/5。

## 历史

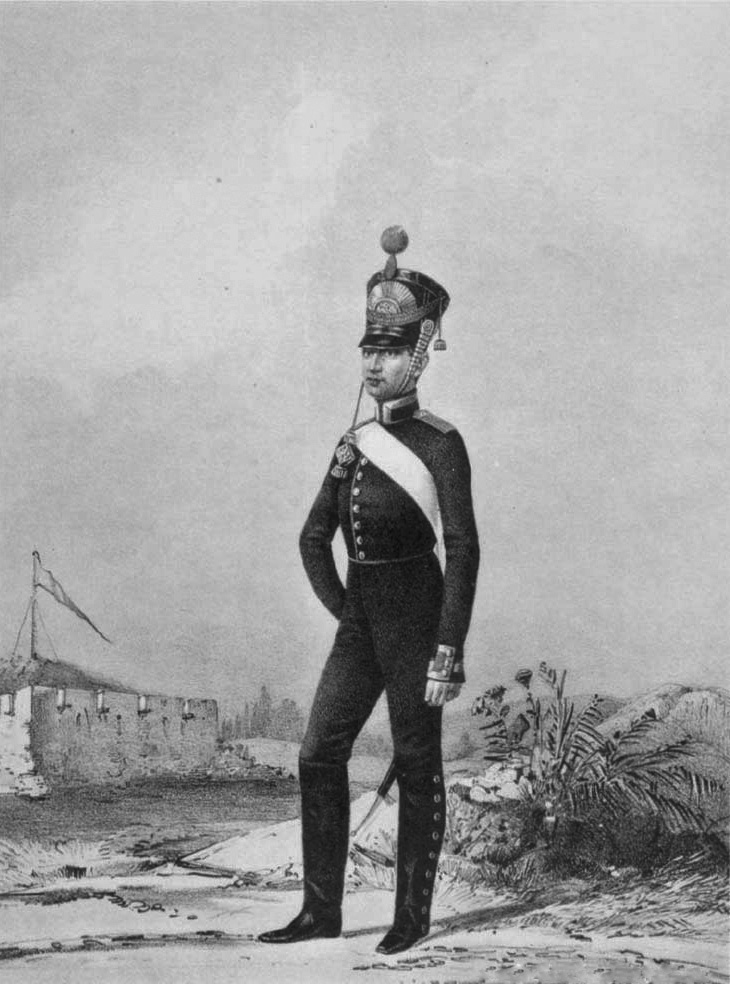
炮兵学院学员

前身是1820年创办的沙俄陆军米哈伊尔炮兵学校彼得堡军官班。1845年学校以米哈伊洛维奇大公命名。1855年改为米哈伊尔炮兵学院。学院的学者、设计师和学生为制造线膛速射火炮和步兵武器，发展炮兵科学的弹道学、火箭武器、火炮工艺学和材料力学、冶金学和金属学、射击理论和射击方法、火炮设计、步兵武器、炸药和火药化学、弹药等领域做出了巨大贡献。
十月革命后，学院大部分教师都站在革命这边。1918年2月起学院恢复教学。1919年3月15日，更名为工农红军炮兵学院。1921年开办预科，培训工农出身红色指挥员。1923年开设了弹道系、机械系和化学系，成立了教研室和学术委员会。1925年炮兵学院和工程学院并为工农红军军事技术学院，设有炮兵系和工程系、摩托化和机械化系、电工系、化学系。1926年以捷尔任斯基的名字命名。1932年，军事技术学院以系为基础分立为各个独立学院。炮兵学院开设有指挥系、军用仪器系、炮兵兵器系、枪械系、弹药系、火药和炸药系等。1938年，炮兵学院从列宁格勒迁到莫斯科。成立了新的系和教研室，改变了学员的培训体制。战前举办各级炮兵首长速成进修班。
苏德战争时期，学院的工作进行了调整，缩短了学制，开办了指挥员、政治干部和军事技术干部短训班，培养和轮训了成千上万名指挥员、工程师和技术干部；完成了700多项科研项目，约40项设计试验任务。。1941年11月-1944年7月，学院疏散至撒马尔罕。1944年8月，火箭武器系创建了训练实验室以培养导弹部队人员，后演变为炮兵学院火箭教研室。
战后至五十年代中期，学院总结和整理苏德战争经验。1952-1953年，学院的各指挥系分出去作为该院的几个分院，后合并为加里宁炮兵学院。1958年迁回莫斯科校址。
1960年学院拨归战略火箭军。1963年更名为捷尔任斯基军事工程学院。1972年更名为捷尔任斯基军事学院。
1997年8月，叶利钦总统颁布法令该学院改为以彼得大帝命名。 

## 院长
来源：
- 1918-1923年C.Г.彼得罗维奇
- 1923-1925年B.Д.格连达利、
- 1925-1931年M.M.伊萨耶夫、
- 1931-1932年A.И.谢佳金、
- 1932-1937年Д. Д.特里兹纳（师级）、
- 1937-1941年A.K.西夫科夫（师级，1939年2月9日晋升为军级，1940年6月5日起为炮兵中将）
- 1941年5-7月Л.A.戈沃罗夫炮兵少将、
- 1941-1942年A.A.布拉贡拉沃夫炮兵中将、
- 1942-1945年C.П.西多罗夫炮兵中将、
- 1945-1951年B.И.霍赫洛夫炮兵上将、
- 1951-1953年Г.B.波卢埃克托夫炮兵中将、
- 1954-1969年乔治·费奥多罗维奇·奥金佐夫（俄语：Одинцов, Георгий Федотович）炮兵上将（1968年2月晋升为炮兵元帅）
- 1969-1985年费多尔·通基赫（英语：Fedor Tonkykh）上将。
- 米科拉·科特洛夫采夫（英语：Mykola Kotlovtsev）炮兵上将 (1985—1988)
- 尤里·普洛特尼科夫（英语：Yury Plotnikov）炮兵上将 (1989–1997)
- 尼古拉·索洛夫佐夫（英语：Mykola Solovtsov）炮兵上将 (1997–2001)
- 尤里·基里洛夫（英语：Yury Kirilov）炮兵上将 (2001—2009)[6]
- 弗拉基米尔·扎哈罗夫（英语：Vladimir Zakharov）炮兵中将 2009—2010)
- 维克托·费多罗夫（英语：Viktor Fedorov）炮兵中将 (2010—2016)
- 谢尔盖·西弗（英语：Sergei Siver）炮兵中将 (2016-2019)[7]
- 列昂尼德·米霍拉普（英语：Leonid Mikholap）炮兵少将 (代理，2019–)[8]